# Marie-Thérèse de Modène
 (septembre 2023).
Pour les articles homonymes, voir Marie-Thérèse de Modène (homonymie).
Titre
Épouse du prétendant légitimiste au trône de France
16 novembre 1846 – 24 août 1883
(36 ans, 9 mois et 8 jours)
Marie-Thérèse, princesse de Modène, princesse royale de Hongrie et de Bohême, et archiduchesse d’Autriche-Este, est née le 14 juillet 1817 et morte le 25 mars 1886. Fille du duc François IV de Modène et de Marie-Béatrice de Savoie, elle épouse en 1846 Henri d'Artois, comte de Chambord, prétendant légitimiste au trône de France sous le nom d'« Henri V ».

## Biographie

### Enfance

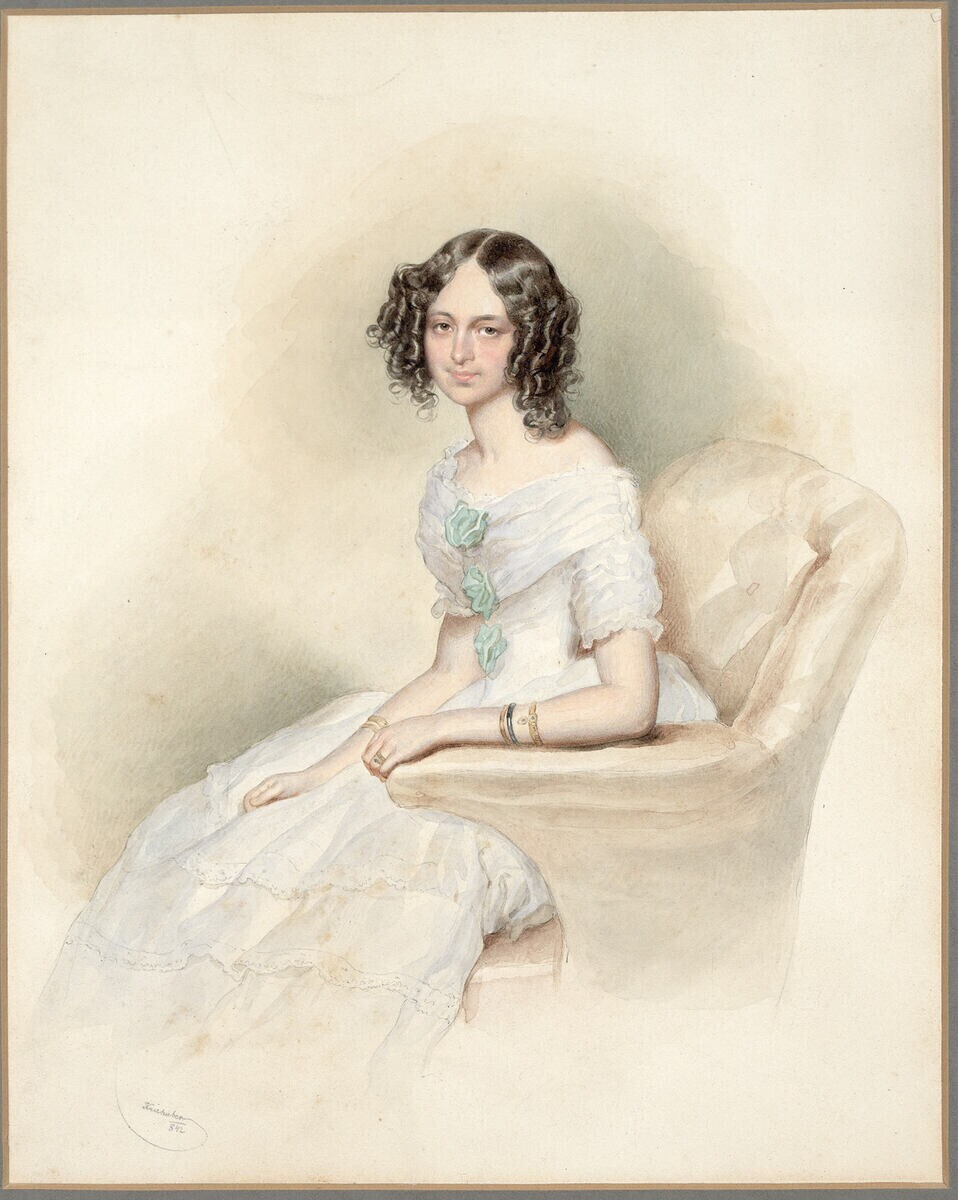
Marie-Thérèse vers 1840.

Marie-Thérèse Béatrix Gaétane d'Autriche-Este, naît le 14 juillet 1817 au palais ducal de Modène. Elle est la fille aînée du duc souverain de Modène, François IV, et de son épouse, Marie-Béatrice de Savoie, fille du roi Victor-Emmanuel de Sardaigne. 
Nièce d’une reine des Deux-Siciles, d’une impératrice d’Autriche et d’une duchesse de Parme, Marie-Thérèse cousine avec de nombreux autres souverains (François-Joseph Ier d’Autriche, François II des Deux-Siciles, Charles III de Parme, Charles-Albert de Sardaigne, etc).
La future comtesse de Chambord était très proche de son oncle, l’archiduc Maximilien d’Autriche-Este. 
Élevée dans une minuscule Cour d’Italie, Marie-Thérèse démontre très tôt des qualités qui la suivirent sa vie durant. 
En effet, l’archiduchesse grandit auprès de ses parents et de sa fratrie. Très pieuse, et cela dès son enfance, Marie-Thérèse fut surnommée selon certains « La joie du peuple milanais ».

### Famille
Elle appartient à la Maison de Habsbourg-Este, née d'une alliance matrimoniale entre la princesse Marie-Béatrice d'Este, princesse de Modène et héritière des duchés de Massa et de Carrare, et le prince Ferdinand de Habsbourg-Lorraine, grands-parents de Marie-Thérèse. Ce mariage permettait au duc Hercule III de Modène, qui n'avait pas de fils, de se trouver un héritier en la personne de son beau-fils le prince Ferdinand, en vertu de la loi salique de Modène qui empêchait les femmes d'accéder au trône. Marie-Béatrice était cependant l'héritière de sa mère, la duchesse de Modène Marie-Thérèse Cibo de Malaspina, souveraine des duchés de Massa et de Carrare.  
Exilé durant la Révolution française et le Premier Empire, François d'Autriche-Este, fils aîné de Marie-Béatrice et de Ferdinand, devint après les morts de son grand-père (Hercule III en 1803) et de son père (Ferdinand d'Autriche en 1806) l'unique héritier du duché occupé.   

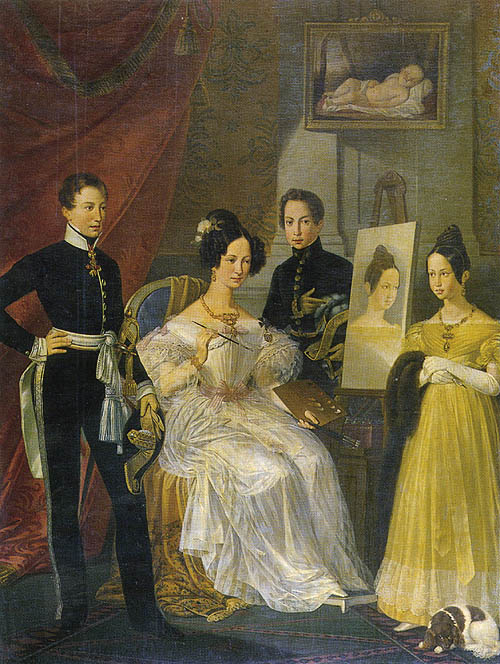
Les enfants du Duc et de la Duchesse d’Este (Marie-Thérèse est la jeune fille assise au centre).

En 1814, après la chute de Napoléon, le duché de Modène fut restauré et le père de Marie-Thérèse monta ainsi sur le trône sous le nom de François IV. Marié à sa propre nièce, Marie-Béatrice de Savoie fille de Marie-Thérèse d'Autriche-Este, le duc ne consomma son mariage que cinq ans plus tard avec la naissance de Marie-Thérèse. Celle-ci fut suivie de deux garçons, François et Ferdinand, puis d'une fille, Marie-Béatrice.

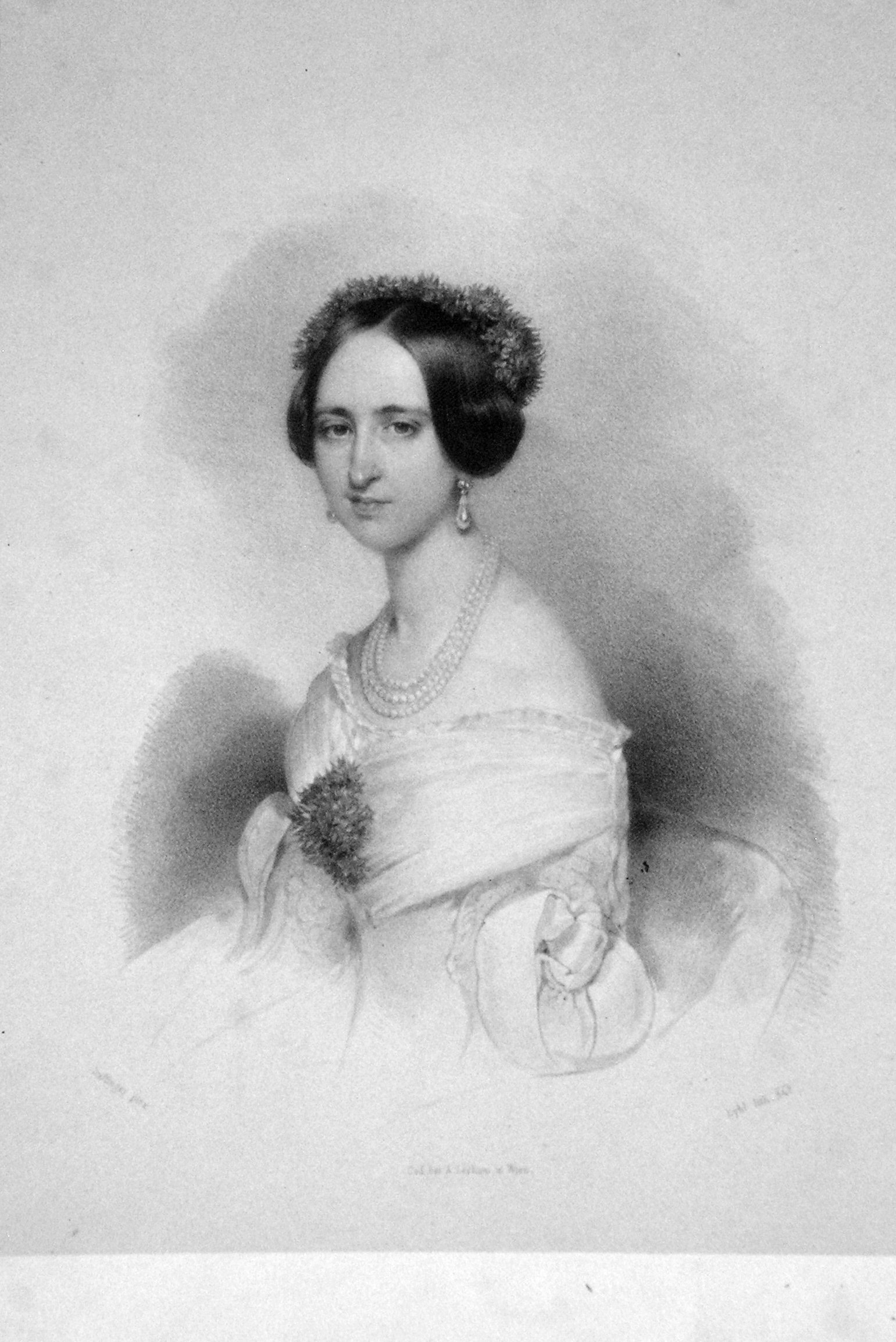
Marie-Thérèse d'Autriche-Este, princesse de Modène, vers 1840.

### Mariage

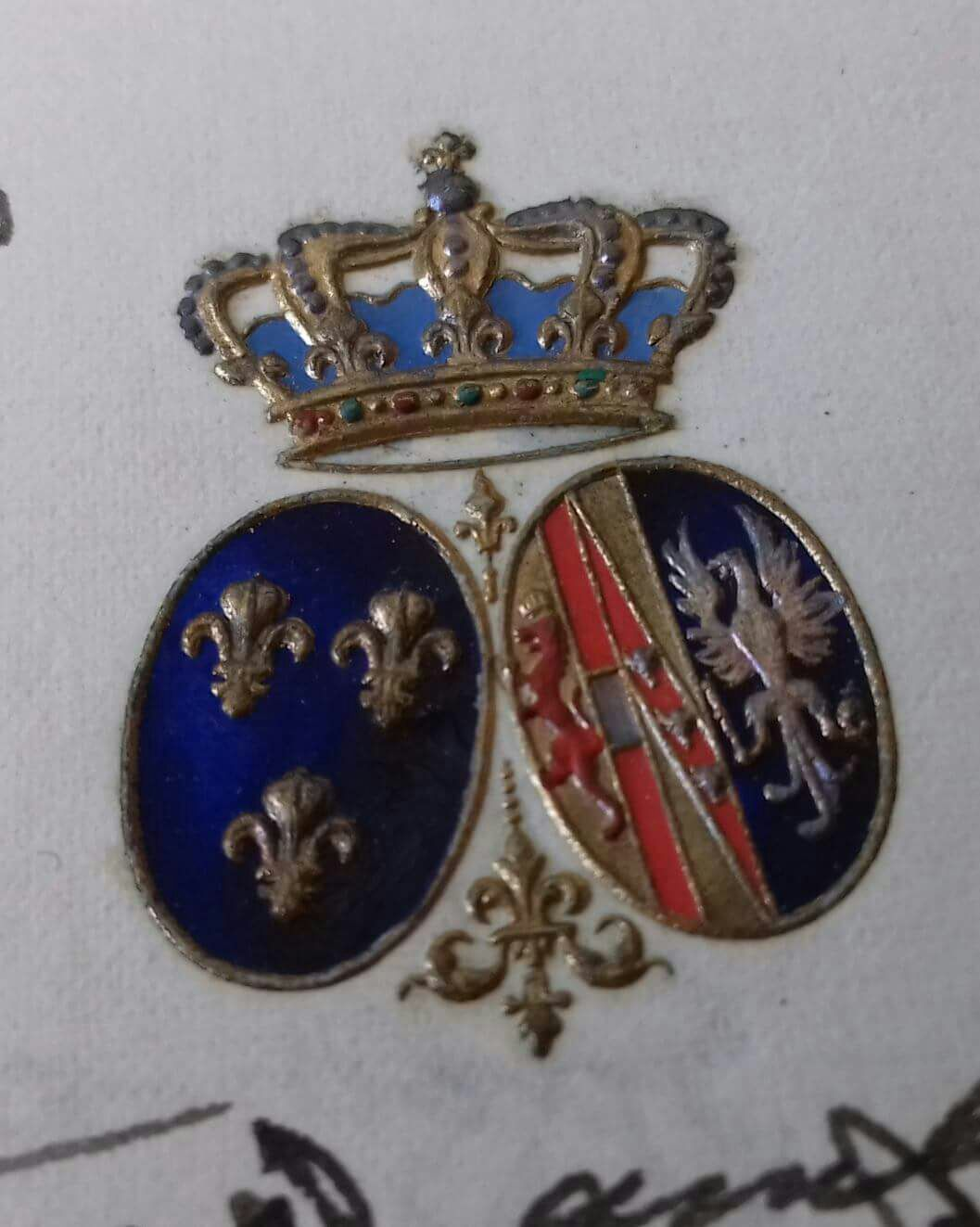
Armes du comte et de la comtesse de Chambord.

Vers 1845, la dauphine de France (1778-1851), comtesse de Marnes, dont le mari fut à la tête de la branche aînée des Bourbons, incite son neveu Henri d’Artois (1820-1883), prétendant légitimiste au trône de France et petit-fils du roi Charles X (1757-1836), à épouser une princesse de la Maison d'Autriche-Este, pour deux raisons principales : ils sont catholiques et François IV est le seul souverain européen à ne pas avoir reconnu la monarchie de Juillet. Le prince Henri porte son dévolu sur la fille cadette du duc, la princesse  Marie-Béatrice de Modène, qu'il estime plus jolie que sa sœur aînée. Séduite par celui-ci, Marie-Béatrice est cependant déjà promise à un cousin du prince, le comte de Montizón, Jean de Bourbon, frère du prétendant carliste au trône d'Espagne. Le comte de Chambord convole alors avec l'aînée, Marie-Thérèse, qui a presque trente ans, soit trois ans de plus que lui, et qui souffre de surdité. Le mariage a lieu en 1846 dans le duché de Modène, en présence de toute la famille de la princesse et du prince. Elle porta alors le titre de courtoisie de comtesse de Chambord et fut considérée comme reine de France de jure par les partisans de son mari.  
Le couple n'eut pas d'enfant, ce dont la comtesse de Chambord souffrit énormément. Elle présentait une malformation due à l'avancée d'une travée osseuse de son bassin qui barrait de long en large l'entrée de son utérus. Il lui était impossible d'enfanter. Le terme utilisé à cette époque pour désigner une personne présentant ce type de malformation était bréhaigne. 

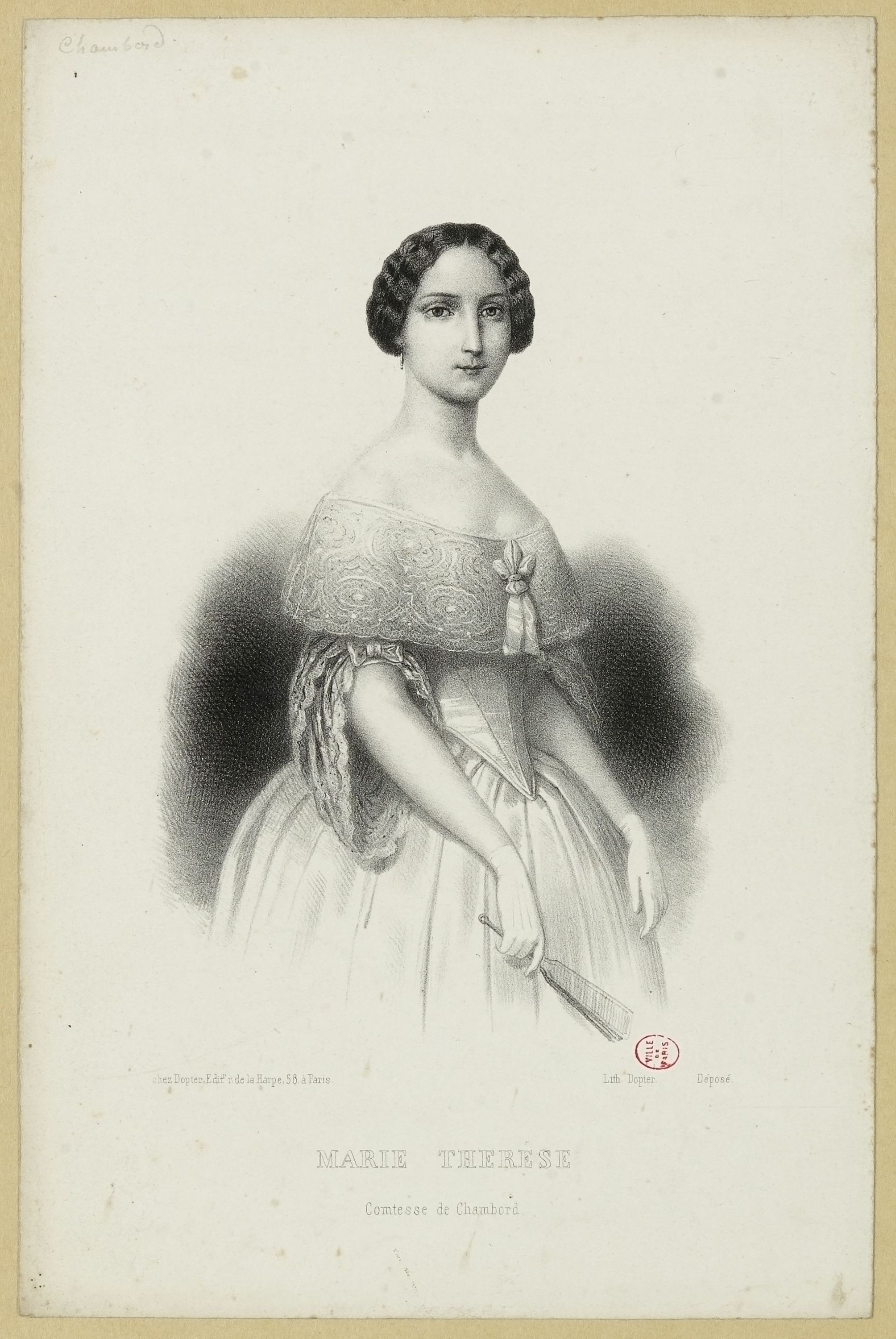
Marie-Thérèse, comtesse de Chambord après son mariage.

### Retour en France, exil et fin de vie

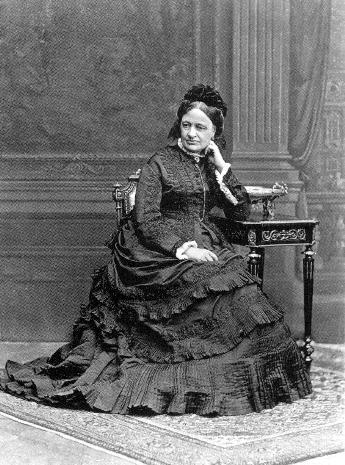
La comtesse de Chambord vers la fin de sa vie (1885).

Son époux étant exilé, elle s'installe avec lui au château de Frohsdorf en Autriche. Après la chute du Second Empire, le comte de Chambord fut appelé par de nombreux députés légitimistes et orléanistes pour accepter de devenir « roi » avec une troisième restauration, à la suite des élections de 1871 qui ont donné une vaste majorité royaliste à l'assemblée. Henri d'Artois accepte et se réconcilie avec son cousin le comte de Paris, chef de la branche d'Orléans, qui voudrait néanmoins que d'Artois, n'ayant pas d'enfants, le choisisse comme héritier. Mais la majorité des députés refusant de renoncer au drapeau tricolore, le projet de restauration avec le comte de Chambord est abandonné par le président royaliste Patrice de Mac-Mahon, qui préfère soutenir les orléanistes. Henri d'Artois revient alors en France à Versailles pour rencontrer Mac-Mahon et pour le convaincre de rétablir les Bourbons. Mais la majorité des députés, y compris les orléanistes, refuse toujours le drapeau blanc. Après un court séjour en France, le comte de Chambord repart pour l'exil en 1873.                                     
La branche aînée des Bourbons s'éteint avec le comte de Chambord, en 1883. En effet, le couple n'eut pas d'enfant ce qui marqua le début d'une querelle (toujours d'actualité) entre les maisons de Bourbon d’Espagne et d'Orléans pour savoir laquelle a le plus de légitimité à la Couronne de France.

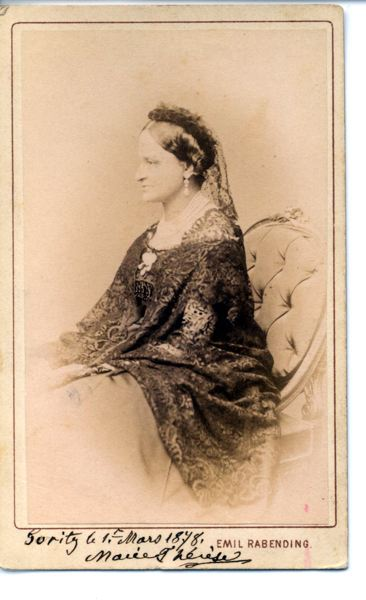
Marie-Thérèse d'Autriche-Este, comtesse de Chambord, en 1878.

Marie-Thérèse soutenait l'ancien prétendant carliste Jean de Bourbon, chef de la nouvelle branche aînée des Bourbons et époux de sa sœur Marie-Béatrice, et s'opposait aux Orléans et surtout au comte de Paris qu'elle n'appréciait guère depuis l'échec de la restauration de 1873.
La comtesse de Chambord, alors considérée par les royalistes comme « reine douairière », meurt deux ans et demi après son époux, le 25 mars 1886 au palais Lantieri à Görtz (aujourd'hui Gorizia en Italie).
Elle est inhumée au couvent des franciscains de Kostanjevica (à Nova Gorica, actuellement Slovénie).

## Titulature et décorations

### Titulature
- 14 juillet 1817 - 7 novembre 1846 : Son Altesse Impériale et Royale l'archiduchesse et princesse impériale Marie-Thérèse d'Autriche-Este, princesse royale de Hongrie et de Bohême, princesse de Modène ;
- 7 novembre 1846 - 24 août 1883 : Son Altesse Impériale et Royale la comtesse de Chambord (mariage). 
  - Sa Majesté la reine de France et de Navarre (prétention).

- 24 août 1883 - 25 mars 1886 : Son Altesse Impériale et Royale la comtesse de Chambord (mariage).
  - Sa Majesté la reine douairière de France et de Navarre (prétention).

### Décorations dynastiques
Autriche-Hongrie
| Ordre de la Croix étoilée | Dame de l'ordre de la Croix étoilée |

 Royaume de Bavière
| Ordre de Thérèse | Dame d'honneur de l'ordre de Thérèse |

## Hommages
Une Polka de Ernesto Catalini lui est dédiée. Cette musique se nomme Béatrice et a été composée vers 1850.
Une musique composée par Mme de Lignières Parmentier est également dédiée à « Son Altesse Royale la comtesse de Chambord ».